# Poienile-Mogoș, Alba
Poienile-Mogoș (în trecut Sulărești ) este un sat în comuna Mogoș din județul Alba, Transilvania, România.

## Date geografice
Se găsește la poalele muntelui Gemenele.